# Psautier de Faddan More
Le Psautier de Faddan More est un manuscrit enluminé retrouvé dans la tourbière de Faddan More (en) (comté de Tipperary) en Irlande en 2006. Il contient le livre des Psaumes et est daté des environs de l'an 800. Il est actuellement conservé au musée national d'Irlande à Dublin.

## Découverte
Le 26 juillet 2006, dans la tourbière de Faddan More, au nord du comté de Tipperary, près de Birr, Eddie Fogarty fait la découverte avec son excavatrice mécanique d'un manuscrit en parchemin au fond d'une tranchée de deux mètres de profondeur. L'environnement de la tourbière a permis sa conservation presque complète. Les responsables du musée national d'Irlande de Dublin sont alors aussitôt prévenus par les exploitants de la tourbière qui ont recouvert au préalable le manuscrit de tourbe humide pour éviter sa dégradation. Des fragments de cuir retrouvés près du manuscrit font penser qu'il était rangé dans un sac fait de cette matière. Le manuscrit a été trouvé ouvert au psaume 83, au sein du troisième cahier.
Après un rapide diagnostic de l'état du manuscrit à l'aide d'un scanner et de radiographies, celui-ci fait l'objet d'un traitement afin de permettre sa conservation. Chaque page est détachée puis l'eau contenue dans le parchemin est progressivement remplacée par une solution d'éthanol. Le manuscrit est ensuite séché puis placé sous vide pour prévenir tout rétrécissement.

## Descriptif

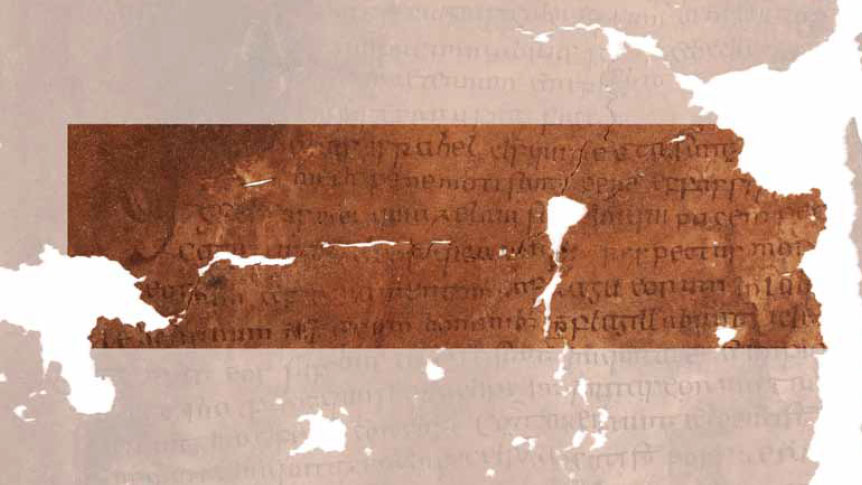
Détail du psaume 72, folio 29r.

Il s'agit d'un manuscrit de trente centimètres sur vingt-six composé de soixante pièces de parchemin assemblées en cinq cahiers. Le texte est écrit dans le style insulaire sur une seule colonne, à l'encre métallo-gallique noire. Des pigments rouges, jaunes, blancs et noirs ont été utilisés pour les enluminures. Le texte contient le psautier dans sa version gallicane (en), avec les cent cinquante psaumes au complet. Le début de chaque psaume est souligné par une lettrine ornée et les premiers mots des psaumes 1, 51 et 101 sont également ornés.
La couverture est un des très rares exemples de reliure conservée de cette période. Elle est constituée d'une feuille de cuir en forme de portefeuille. Des boutons de corne permettaient de maintenir l'ouvrage fermé par des sangles. L'extérieur a été teinté de noir. Le cuir porte des traces de décors gravés. L'intérieur a été garni de feuille de papyrus provenant d'Égypte, afin de raidir la couverture. Les Évangiles de Mac Durnan, de Cadmug ou encore le Livre de Dimma possèdent des couvertures similaires.
D'après le style de l'écriture, le manuscrit date des environs de l'année 800. Il a été rédigé dans l'un des monastères des environs de la tourbière, très nombreux à l'époque dans la vallée du Shannon. Des scriptoriums étaient présents dans les monastères voisins de Lorrha, Birr et Terryglass. Une fontaine appelée Brandy Well située au centre de la tourbière de Faddan More rappelle la mémoire de Brendan de Birr, fondateur de l'abbaye voisine de Birr. L'analyse au radiocarbone d'objets enterrés avec le manuscrit, le sac et une peau animale, les date des années 700 à 900. Le manuscrit aurait été enfoui dans la tourbière une centaine d'années environ après son écriture, avant l'an mil.